# Green Eyes (film 1918)
Green Eyes è un film muto del 1918 diretto da R. William Neill con la supervisione di Thomas H. Ince.

## Produzione
Il film fu prodotto dalla Thomas H. Ince Corporation.

## Distribuzione
Il copyright del film, richiesto dalla Thomas H. Ince, Inc., fu registrato il 6 agosto 1918 con il numero LP12726.
Distribuito dalla Famous Players-Lasky Corporation e dalla Paramount Pictures, il film uscì nelle sale cinematografiche degli Stati Uniti l'11 agosto 1918.